# Rally dei Faraoni
Il Rally dei Faraoni è un rally raid che si svolge, nell'attuale valenza mondiale, annualmente in Egitto dal 1998.

## Storia
Nato nel 1982 da un'idea di Fenouil (al secolo Jean-Claude Morellet), prima che assumesse l'attuale format ha annoverato tra i suoi vincitori i grandi specialisti dei rally-raid degli anni 1990, quali Ari Vatanen (1987/1989 e 1991) e Jean-Louis Schlesser (1992 e 1994)

## Edizioni
| Anno      | Auto                                                | Moto                         | Camion                                               |
| 1982      | Jean-Pierre Trossat / Briavoine - Lada              | Edi Orioli - Cagiva          |                                                      |
| 1983      | Jean-Claude Briavoine / Plessis - Lada              | Patrick Drobecq - Honda      |                                                      |
| 1984      | Christian Avril / Troublé - Aro-Chrysler            | Gaston Rahier - BMW          |                                                      |
| 1985      | Saeed Al Hajri / Spiller - Porsche 959              | Gaston Rahier - BMW          |                                                      |
| 1986      | Miguel Prieto / Termanz - Nissan                    | Franco Picco - Yamaha        |                                                      |
| 1987      | Ari Vatanen / Bruno Berglund - Peugeot 205 Turbo 16 | Alessandro De Petri - Cagiva |                                                      |
| 1988      | Ari Vatanen / Bruno Berglund- Peugeot 405 Turbo 16  | Gaston Rahier - Suzuki       | Giorgio Villa                                        |
| 1989      | Ari Vatanen / Bruno Berglund - Peugeot 405 Turbo 16 | Alessandro De Petri - Cagiva |                                                      |
| 1990      | Hubert Auriol / Philippe Monnet - Lada Niva         | Alessandro De Petri - Yamaha |                                                      |
| 1991      | Ari Vatanen / Bruno Berglund - Citroën              | Danny Laporte - Cagiva       |                                                      |
| 1992      | Jean Louis Schlesser - Buggy Schlesser              | Franco Picco - Gilera        |                                                      |
| 1993      | Timo Salonen / Fred Gallagher - Citroën             | Edi Orioli - Cagiva          |                                                      |
| 1994      | Jean Louis Schlesser - Buggy Schlesser              | Heinz Kinigardner - KTM      |                                                      |
| 1995/1997 | non disputato                                       | non disputato                | non disputato                                        |
| 1998      | Giorgio Beccaris / Roberto Ferrari                  | Fabrizio Meoni               | -                                                    |
| 1999      | Gerard Marcy / Jean-Paul Cottret                    | Fabrizio Meoni               | -                                                    |
| 2000      | Grégoire de Mevius / Alain Guehennec                | Fabrizio Meoni               | -                                                    |
| 2001      | José Luis Monterde / Rafael Tornabell               | Fabrizio Meoni               | Gilberto Sandretto / Corrado Pattono                 |
| 2002      | Balazs Szalay / Aladar Lakloth                      | Richard Sainct               | Giuseppe Panseri / Giacomo Vismara / Marco Sangalli  |
| 2003      | Yves Loubet / Jacky Dubois                          | Nani Roma                    | Teruhito Sugawara / Masahiro Saiki                   |
| 2004      | Alain De Mevius / Emmanuel Eggermont                | Pål Anders Ullevålseter      | Giacomo Vismara / Mario Cambiaghi                    |
| 2005      | Stéphane Henrard / Antonia De Roissard              | Marc Coma                    | Giuseppe Panseri / Marco Piana / Oscar Mor           |
| 2006      | Sergey Šmakov / Konstantin Meščerjakov              | Marc Coma                    | Giacomo Vismara / Mario Cambiaghi / Paola Bellina    |
| 2007      | Christian Lavieille / François Borsotto             | Marc Coma                    | Matteo Paccani / Attilio Brevi                       |
| 2008      | Christian Lavieille / François Borsotto             | David Casteu                 | Matteo Paccani / Attilio Brevi / Luca Baschenis      |
| 2009      | Jerome Pelichet / Eugenie Decre                     | Cyril Despres                | non disputato                                        |
| 2010      | Jean-Louis Schlesser / Arnaud Debron                | Marc Coma                    | Luisa Trucco / Corrado Pattono                       |
| 2011      | Jean-Louis Schlesser / Arnaud Debron                | Marc Coma                    | Marco Piana / Christophe Troesch / Jaroslaw Kazberuk |
| 2012      | Khalifa Al Mutaiwei / Andreas Schulz                | Joan Barreda                 | -                                                    |